# ویکس (گروه موسیقی)
ویکس (به انگلیسی: VIXX) گروهِ کره‌ای متشکل از شش نفر است که توسطِ کمپانی جلی‌فیش در سال ۲۰۱۲ تشکیل شده‌است. نام گروه به معنای صدا، تصویر و ارزش در حد عالی (به انگلیسی: Voice, Visual, Value in Excelsis) می‌باشد. همهٔ اعضای این گروه در برنامه‌ای به نام مایدول شرکت داشته و طی گزینش‌هایی همراه با رای تماشاچی‌ها انتخاب شده‌اند. نام گروه، یعنی ویکس هم توسط تماشاچی‌ها برای گروه انتخاب شده‌است. ویکس متشکل از اِن، لئو، کن، راوی، هونگ‌بین و هیوک است. این گروه ب پادشاهان کانسپت مشهور هستند ک به‌طور کلی موسیقی، لیریک، طراحی رقص و استیج کلی آن‌ها در کنار هم در تلاش است تا داستان یا کانسپت مشخصی را دنبال کند.این گروه در اصل متشکل از شش عضو است، اما در تاریخ ۷ اوت ۲۰۲۰ طیِ بیانیه‌ی کمپانیِ جلی‌فیش اعلام شد که هونگ‌بین گروه را ترک می‌کند. 
اعضای این گروه همگی دارای اخلاق و شخصیت عالی هستند .

## تاریخچه

### ۲۰۱۲ تا ۲۰۱۳:مایدول، شروع به کار،هایدوافسون
این گروه از نظر شخصیت و اخلاق فوق العاده اند 
هنرمندان واقعی و بی نظیر با صداهای بهشتی . جزو بهترین های کیپاپ هستند.
قبل از شروع به کار اصلی گروه، ده نفر در برنامه‌ای به نام مایدول شرکت کردند. قبل از شروع به کار، اعضا در موزیک ویدیوهایی از خواننده‌های زیرنظر این کمپانی حضور داشتند. اِن، لئو، هونگ‌بین و راوی در ویدیوی «بذار این از بین بره» از بریان جو حضور داشتند. اِن، لئو و راوی در ویدیوی «تکونش بده» از سو این گوک هم حضور داشتند. هونگ‌بین در ویدیوی «منو دست بنداز» از سو این گوک هم حضور داشت.
ویکس با سینگل «ابرقهرمان» در تاریخ ۲۴ مِی ۲۰۱۲ در اِم کَونت‌دَون شروع به کار کرد. ویکس دومین سینگل خود با عنوان راک یور بادی را در ۱۴ آگوست همان سال با حضور داسوم از سیستار در ویدیوی این آهنگ منتشر کرد.
در ۶ ژانویه ۲۰۱۳، ویکس سینگل «من نمی‌خوام یه آیدول باشم» را از آلبوم جدیدشان یعنی «دوباره و دوباره» منتشر کرد. آهنگ «دوباره و دوباره» به همراه بقیهٔ آلبوم در ۱۷ ژانویه منتشر شد. آلبوم «هاید» در ۲۰ مِی همان سال منتشر شد. ریپکیج این آلبوم با عنوان «جکیل» به علاوهٔ آهنگی با نام «توی فوق‌العاده» در تاریخ ۳۱ ژوئیه منتشر شد. در دو ماه اکتبر و نوامبر ویکس اولین تور جهانی خود را با عنوان راه شیری در کشورهای کره جنوبی، ژاپن، ایتالیا، سوئد، مالزی و آمریکا برگزار کرد.
در تاریخ ۸ نوامبر ۲۰۱۳، ویکس به پیشواز اولین آلبوم کامل خود با انتشار ویدیوی «فقط تو» رفت. در تاریخ ۲۰ نوامبر، ترک اصلی «عروسک افسون‌شده» منتشر شد و باقی آلبوم هم در تاریخ ۲۵ نوامبر منتشر شد. در ۶ دسامبر، «عروسک افسون شده» از ویکس به عنوان برترین آهنگ هفته توسط موزیک بانک انتخاب شد و ویکس اولین بُرد خود را در برنامه‌های موسیقی از آن خود کرد.

### ۲۰۱۴ تا ۲۰۱۵:تاریک‌ترین فرشته‌ها،خطا،ضبط پسران،ویکس ال آروبه زنجیر کشیده‌شده
در تاریخ ۵ مارس ۲۰۱۴، جلی‌فیش اعلام کرد که ویکس کامبکی در اواسط آوریل یا اوایل مِی خواهد داشت. در ۱۸ مِی، عنوان چهارمین سینگل آلبوم ویکس با نام «ابدیت» توسط فن‌کافهٔ رسمی گروه افشا شد، و تیزر ویدیو در تاریخ ۲۲ مِی منتشر شد. سرانجام در تاریخ ۲۷ مِی، ویدیوی «ابدیت» به همراه آلبوم منتشر شد.
در تاریخ ۱۹ مِی، جلی‌فیش اعلام کرد که ویکس در ژاپن هم با آلبومی با عنوان «تاریک‌ترین فرشته‌ها» در تاریخ ۲ ژوئیه شروع به کار خواهد کرد. این آلبوم به مدت پنج هفتهٔ متوالی در چارت اوریکون وجود داشت و ۱۲٬۳۳۲ نسخه از آن به فروش رسید. در تاریخ ۲۰ ژوئن تأیید شد که ویکس در کِی‌کُن ماه آگوست حضور خواهد داشت و این دومین حضور آن‌ها در فستیوالی بود. آن‌ها جوایزی با عنوان بهترین چهره و بهترین بازیگر دریافت کردند. از ژوئیه تا سپتامبر ویکس دومین تور خود را با عنوان «تور خیال‌پردازی زندۀ ویکس: نشانه‌ی جادوگر» در ژاپن و تعدادی از کشورهای اروپایی برگزار کرد. در تاریخ ۲۵ سپتامبر ۲۰۱۴، جلی‌فیش تأیید کرد که ویکس کامبکی در تاریخ ۱۳ اکتبر خواهد داشت. در تاریخ ۴ اکتبر ترک لیست دومین آلبوم گروه توسط سایت رسمی آن‌ها منتشر شد. در تاریخ ۱۰ اکتبر تیزر رسمی موزیک ویدیو با عنوان «خطا» منتشر شد. در نهایت موزیک ویدیوی «خطا» همراه با آلبوم آن در تاریخ ۱۳ اکتبر منتشر شد. در تاریخ ۱۰ دسامبر ویکس ورژن ژاپنی آهنگ‌های «خطا» و «شکوفه‌ی آبی» را منتشر کرد.
در تاریخ ۸ فوریه ۲۰۱۵، ویکس به «جوایز موسیقی کِی‌کِی‌باکس» که در تایپه برگزار شد دعوت شد. ویکس اولین گروه از که جنوبی بود که به این جشنواره دعوت شد. در ۲۰ فوریه، تیزری برای ویدیوی «معادله‌ی عشق» منتشر شد. در تاریخ ۲۴ فوریه، موزیک ویدیوی «معادلۀ عشق» و آلبوم «ضبط پسران» منتشر شد. این آهنگ به تمامی چارت‌های کره‌ای راه یافت و آل کیلی را در سابقهٔ خود ثبت کرد. این گروه برای اولین بار جایزهٔ سه برد در «دِ شو» را دریافت کرد. از ماه مارس تا مِی ویکس سومین تورِ خود با عنوان «خیال‌پردازی زندۀ ویکس: شهر رویایی» را در کشورهای کره جنوبی، ژاپن، فیلیپین و سنگاپور برگزار کرد. در تاریخ ۱۸ مارس ۲۰۱۵ ویکس با آهنگ «عشق مقدرشده» که بازسازی آهنگی با همین عنوان توسط «هارلم یو» بود، وارد دنیای موسیقی ژاپن و تایوان شد. بعد از این انتشار در تاریخ ۷ ژوئیه ویکس بار دیگر با نسخه‌ی چینی «خطا» موسیقی چینی را به تسخیر خود درآورد.
در سال ۲۰۱۵، ویکس اِل‌آر به عنوان اولین زیرگروه ویکس به وجود آمد که شامل راوی و لئو می‌شود. مینی آلبوم شروع به کارِ این زیرگروه با عنوان «دروغگوی زیبا» در تاریخ ۱۷ آگوست همان سال منتشر شد. در تاریخ ۲۹ آگوست ویکس در چارت ۵۰ب رتر اجتماعی بیلبورد به مقام چهاردهم دست یافت.
در تاریخ ۹ سپتامبر ۲۰۱۵، ویکس دومین کامبک ژاپنی خود را با تک‌آهنگ «نمی‌تونم بگم» منتشر کرد. در اواخر اکتبر جلی‌فیش اعلام کرد که در تاریخ ۱۰ نوامبر دومین آلبوم کامل ویکس منتشر می‌شود. در ماه نوامبر جلی‌فیش تیزر عکس‌هایی از ویکس را با استفاده از فیس بوک و توییتر ویکس با عنوان «به زنجیر کشیده‌شده» منتشر کرد. در تاریخ ۱۰ نوامبر آلبوم و موزیک ویدیوی «به زنجیر کشیده شده» منتشر کرد. در تاریخ ۳۰ نوامبر تأیید شد که اولین آلبوم کامل ژاپنی ویکس با عنوان «به من تکیه کن» در تاریخ ۲۷ ژانویه ۲۰۱۶ منتشر خواهد شد. در ۱۵ دسامبر ۲۰۱۵ چهارمین آلبوم جلی‌فیش با عنوان «عشق در هوا» با حضور تمامی اعضای کمپانی از جمله ویکس منتشر شد.

### ۲۰۱۶ ومجموعه‌ی کانسپشن:به من تکیه کن،زلوس،هادسوکراتوس
در ۷ ژانویه ۲۰۱۶، تیزرهایی برای اولین آلبوم ژاپنی ویکس منتشر شد. در ۱۸ ژانویه، ویکس اولین آهنگ مرتبط با سریال فانتزی، اکشن و عاشقانه «مدرسۀ موریم» را با عنوان «زنده» منتشر کرد. تماشاگران این سریال بازخورد مثبتی نسبت به این آهنگ پرانرژی نشان دادند و این آهنگ به عنوان ساپورتی برای اولین سریال هونگ‌بین به عنوان نقش اول بود. در نهایت در ۲۷ ژانویه آلبوم و ویدیوی «به من تکیه کن» منتشر شد. این آهنگ به سرعت در رتبهٔ چهارم چارت اوریکون قرار گرفت. در ادامهٔ این آلبوم، ویکس ایونت‌هایی را در ساپارو، کوبه، توکیو، اوساکا و فوکوکا از تاریخ ۱۳ ژانویه تا ۳۱ همان ماه انجام داد. در تاریخ ۱ فوریه ۲۰۱۶، دومین ترک ویکس برای سریال «مدرسۀ موریم» با عنوان «پادشاه» منتشر شد.
در ۲۹ مارس ۲۰۱۶ جلی‌فیش اعلام کرد که مجموعهٔ کانسپشن در طول سال ۲۰۱۶ متشر خواهد شد که در آن گروه به دنبال موسیقی وسیع با کانسپت خدایان یونانی خواهد بود.
در تاریخ ۱۴ آوریل ۲۰۱۶ ویکس اطلاعاتی راجع به اولین بخش پروژهٔ کانسپشن یعنی «زلوس» منتشر کرد. در تاریخ ۱۹ آوریل همان سال ویکس پنجمین سینگل آلبوم خود را با عنوان «زلوس» و با آهنگ اصلی «دینامیت» و ویدیوی مربوط به آهنگ اصلی منتشر کرد. در ماه‌های آوریل و مِی ویکس پنج دفعه جایگاه اول در موزیک شوها را از آن خود کرد و دومین جایزهٔ سه برد در دِ شو را از ان خود کرد. این آلبوم در چارت فروش آلبوم‌های گائون جایگاه اول را کسب کرد و ۸۹٬۹۱۰ نسخه از آن به فروش رفت. این آهنگ در چارت دیجیتال گائون رتبهٔ ۱۴ و در چارت آهنگ‌های دیجیتال بیلبورد رتبهٔ چهارم را کسب کرد.

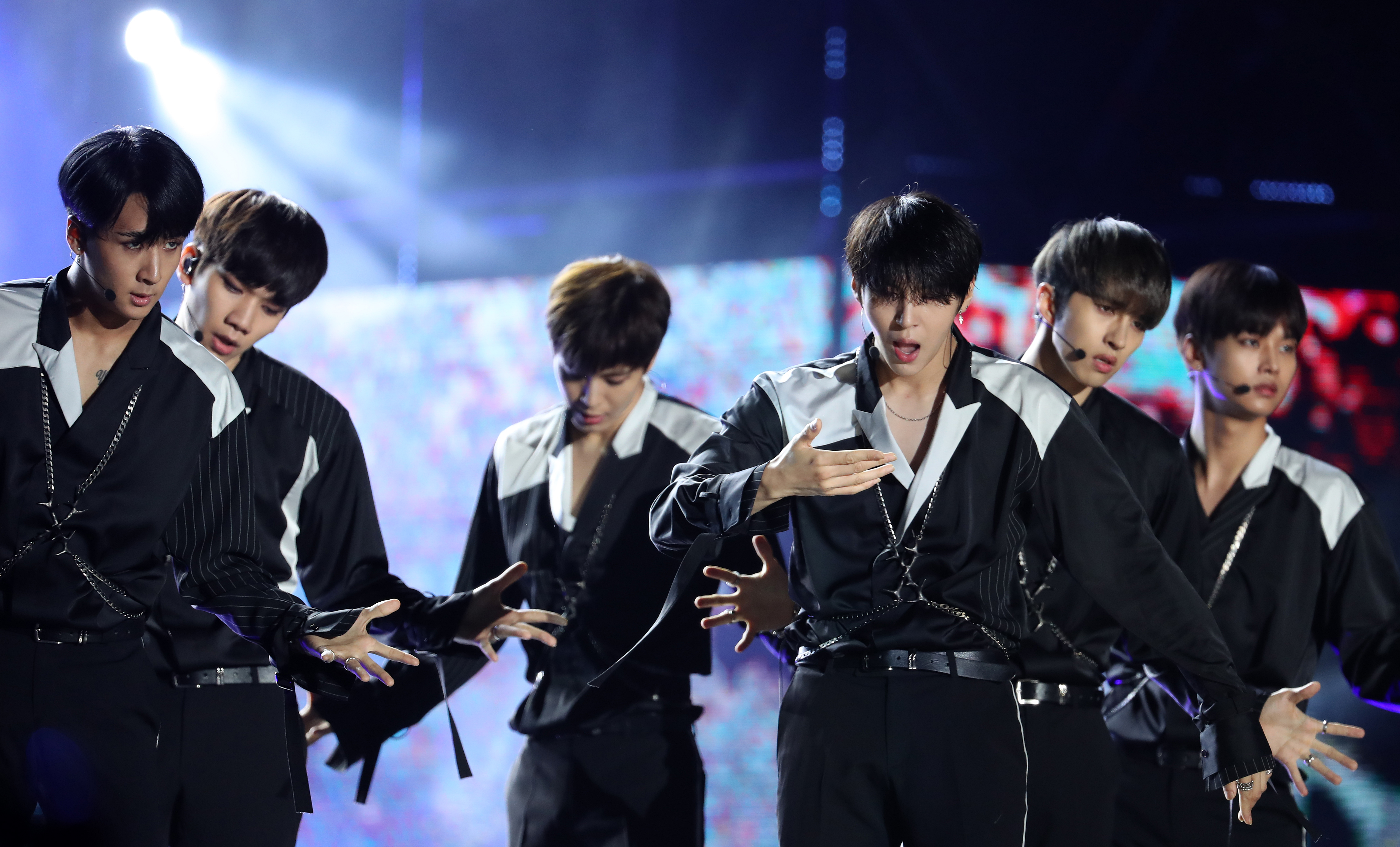
ویکس در Korea Sale Festa در سپتامبر ۲۰۱۶

در تاریخ ۲۹ ژوئن ۲۰۱۶ ویکس سومین سینگل ژاپنی خود با عنوان «باد بهاری» را منتشر کرد و رتبهٔ سوم در چارت اوریکون» را از آن خود کرد و ۳۲٬۴۱۱ نسخه از آن به فروش رفت.
در تاریخ ۱۲ اوت ۲۰۱۶ ویکس ششمین سینگل خود و دومین بخش از پروژهٔ کانسپشن را با عنوان «هادس» و آهنگ اصلی «خیال» منتشر کرد. ویدیوی این آهنگ در ۱۴ آگوست منتشر شد. «خیال» کانسپتی دارک و تیره دارد که دربارهٔ هادس، خدای دنیای مردگان و مخالف خدای حسادت است. در دو ماه آگوست و سپتامبر ویکس سه دفعه با این آهنگ جایگاه اول موزیک شوها را از آن خود کرد و در چارت گائون جایگاه اول و در چارتِ دیجیتال گائون جایگاه ۲۲ و در چارت آهنگ‌های دیجیتال بیلبورد جایگاه پنجم را به دست آورد. ۹۷٬۲۲۲ نسخه از این آلبوم در ماه آگوست به فروش رفت.
در تاریخ ۳۱ اکتبر ۲۰۱۶، آخرین بخش از پروژهٔ کانسپشن و سومین مینی آلبوم ویکس با عنوان «کراتوس» و با آهنگ اصلی «نزدیک‌تر» منتشر شد. این آلبوم در مورد خدایی با نام کراتوس است که نمایانگر قدرت و اقتدار است. کراتوس در چارت گائون رتبهٔ دوم و در چارت موسیقی کره و ژاپن در تایوان رتبهٔ پنجم و در چارت آهنگ‌های جهانی بیلبورد رتبهٔ پنجم را به دست آورد. آهنگ اصلی این آلبوم هم رتبهٔ هشتم در چارت دیجیتال گائون و رتبهٔ ۱۴ در آهنگ‌های دیجیتال بیلبورد را از آن خود کرد. ۵۷٬۴۵۶ نسخه از این آلبوم در ماه اکتبر به فروش رسید.
در تاریخ ۲۱ نوامبر همان سال ویکس با انتشار آلبومی با عنوان کانسپشن ۲۰۱۶ ویکس کِر و اضافه کردن آهنگ و ویدیوی جدیدی به آن با عنوان راه شیری تمام شدن پروژهٔ کانسپشن را با طرفدارهایش جشن گرفت. این آلبوم رتبهٔ دوم در چارت گائون را کسب کرد و ۱۸٬۰۸۲ نسخه از آن در ماه نوامبر به فروش رسید.
ویکس در پروژهٔ زمستانی جلی فیش همراه با دیگر همکاران زیر نظر همین کمپانی با عنوان جلی کریسمس  ۲۰۱۶و آهنگ «عاشق شدن» که در ۱۳ دسامبر ۲۰۱۶ منتشر شد حضور داشت.

### ۲۰۱۷-۲۰۱۹:شانگری‌لاو پنجمین سالگرد،ادو ویکس، تناسخ و قدم‌زدن، جداییراویازجلی‌فیش
در تاریخ ۱۵ مِی ۲۰۱۷، ویکس چهارمین مینی آلبوم خود را با عنوان «شانگری لا» منتشر کرد که بخشی از «جشنوارۀ ویِ ویکس» به مناسبت پنجمین سالگرد شروع به کار آن‌ها بود. این فستیوال از تاریخ ۱۲ مِی با کنسرت «خیال‌پردازی زندۀ ویکس: خیال‌بافی» شروع شد و در آخر با اتفاقی با عنوان ویکس ۰۵۲۴ به پایان رسید. «شانگری لا» جایگاه دوم در چارت گائون و جایگاه سوم در موسیقی کره و ژاپن در تایوان و جایگاه چهارم در آلبوم‌های جهانی بیلبورد و جایگاه ۱۳ در پارت دیجیتال گائون و جایگاه ششم در آهنگ‌های دیجیتال را از آن خود کرد. ۷۳٬۱۱۶ نسخه از این آلبوم در ماه مِی به فروش رسید. در ۲۷ سپتامبر ۲۰۱۷ ویکس آلبومی با عنوان «لالالا~ بابتِ عشقت ممنونیم» را در ژاپن منتشر کرد.
در ۱۷ آوریل ۲۰۱۸، ویکس سومین فول آلبوم خود را با عنوان «ادو ویکس» با آهنگ اصلی «عطرساز» منتشر کرد.این آلبوم رتبه‌ی اول را در چارت هفتگی آلبوم‌های گائون و رتبه‌ی سوم را در آهنگ‌های جهانی بیلبورد کسب کرد.
در ۲۶ سپتامبر ۲۰۱۸، ویکس سومین فول‌آلبوم ژاپنی خود را با نام «تناسخ» با ۱۰ آهنگ منتشر کرد که شامل آهنگ‌های آلبوم «ادو ویکس» هم می‌شد. آن‌ها تلاش کردند کانسپت زیبایی را با عطرها با آهنگ اصلی«تناسخ» نشان‌دهند که نشان‌دهنده‌ی گلی بود که سرنوشت، شکوفه‌دادن را برای آن تعیین کرده‌بود.
در ۱ فوریه ۲۰۱۹، ویکس تک‌آهنگی را با نام «قدم زدن» منتشر کرد که آن را در پنجمین فن میتینگشان یعنی «داستان اسباب‌بازی‌های وی» در ۲۷ ژانویه خوانده‌بودند که از طرفدارها قبل از شروع سربازی اعضا، تشکر کردند.
در هفتمین سالگرد گروه یعنی ۲۴ می، اعلام شد که لئو و کن و هونگ‌بین و هیوک قراداد خود را تمدید کردند اما راوی تصمیم گرفته که کمپانی خود را تاسیس کند اما عضوی از ویکس باقی می‌ماند و به فعالیت گروهی با ویکس ادامه خواهد داد.
اِن هم که اکنون درحال گذراندن خدمت سربازی است، قرار شده بعد از برگشتن تصمیم بگیرد.

### ۲۰۲۰-حالِ حاضر: جداییِهونگ‌بین
در تاریخ ۷ اوت ۲۰۲۰، کمپانیِ جلی‌فیش اعلام کرد که هونگ‌بین از گروه جدا شده و گروه فعالیتِ خود را با ‍‍‍پنج عضو ادامه خواهد داد.

## استعداد هنری

### تصویر هنری
اعضای گروه نقش مهمی در پیشرفت کانسپت‌های آن‌ها دارند. کانسپت‌های آن‌ها به ویژه در اجراهای زنده بسیار تأثیرگذار واقع می‌شود. میکاه لوین ایسلا از فیلیپین می‌گوید: «شما ممکن است افرادی باشید که به هیچ وجه درگیر کی‌پاپ نشوید، اما چیزی وجود دارد که ویکس را خاص می‌کند. موسیقی آن‌ها تأثیر بسیار عمیقی در افراد می‌گذارد.»ویکس در واقع نشان دهندهٔ یک جنبهٔ هنری از کی‌پاپ است که طی اجراها و موسیقی آن‌ها، یک داستان واحد دنبال می‌شود. پارک جونگ سون هم در این باره می‌گوید: «ویکس با اجراهای زنده‌اش تمامی تصورات مردم از آیدول‌های کی‌پاپی را به کل عوض کرده. ویکس اجراهایی همانند موزیکال‌ها دارد که همه‌چیز در آن کاملاً با یکدیگر همخوانی دارد. ویکس طرفدارهایش را به یوتوپیای واقعی می‌برد.» یوتوپیا شهری خیالی‌ست که به عنوان شهر نورها از آن یاد می‌شود.

### متنِ آهنگ و استایل موسیقی
با انتشار آلبوم‌های منفاوت، ویکس تِم‌های متفاوتی از رؤیا، امید و دیوانه وار عاشق کسی شدن را با آلبوم‌هایی مانند «دوباره و دوباره» به معنای «من آماده ام تا آسیب بببینم»، «عروسک افسون‌شده» و «به زنجیر کشیده‌شده»، بهم زدن رابطه با عشقشان در «معادلۀ عشق»، «من نمی‌خوام یه آیدول باشم» که تصویری غمگین و تیره دارد را نشان می‌دهد. آن‌ها همچنان تِم‌هایی از دیوانگی در جنون را در آهنگ‌هایی مانند «هاید» و «توی فوق‌العاده» و تصویری با شکست روحی خورده را در «خطا» و همین‌طور ابدی‌بودن عشق را با «ابدیت» نشان می‌دهند. ویکس همین‌طور در ساختن ایده‌ها و کانسپت‌ها مشارکت دارند. راوی، هیوک و لئو در آهنگسازی و نوشتن متن آهنگ‌هایشان نقش بسزایی داشته‌اند.

## دیسکوگرافی
- افسون (۲۰۱۳)
- به زنجیر کشیده شده (۲۰۱۵)
- به من تکیه کن (۲۰۱۶)
- ادو ویکس (۲۰۱۸)
- تناسخ (۲۰۱۸)

## فیلموگرافی
برنامه‌ها
- ویکس تی‌وی (۲۰۱۲–هم‌اکنون، یوتیوب)
- مایدول (۲۰۱۲، اِم‌نت)
- خاطرات اِم‌تی‌ویِ ویکس (۲۰۱۲، اس‌بی‌اس اِم‌تی‌وی)
- خاطرات برنامۀ وی (۲۰۱۳، اس‌بی‌اس اِم‌تی‌وی)
- فایل ویکس (۲۰۱۳، اِم‌نتِ ژاپن)
- یک روز خوب ویکس (۲۰۱۵، موسیقی اِم‌بی‌سی)
- پروژه‌ی ویکس، مهاجمانی از فضا (۲۰۱۶، فوجی‌تی‌وی نِکست)
- پروژه‌ی ویکس ۲، بازگشت مهاجمانی از فضا (۲۰۱۶، فوجی‌تی‌وی نِکست)
- آسیایی که ویکس دوست داره (۲۰۱۷، اسکای تِرَوِل)
- پروژه‌ی ویکس ۳، بازگشت مهاجمانی از فضا (۲۰۱۷، فوجی‌تی‌وی نِکست)
- امروز بهترینه (۲۰۱۹، آیدول زندۀ یو+)

## کنسرت‌ها و تورها

### حضور به عنوان هنرمند اصلی

#### تورهای اصلی
- شوکیس جهانی ویکس - راه شیری (۲۰۱۳)
- خیال‌پردازی زندۀ ویکس: نشانه‌ی جادوگر (۲۰۱۴)
- خیال‌پردازی زندۀ ویکس: شهر رویایی (۲۰۱۵)
- خیال‌پردازی زندۀ ویکس: بهشت (۲۰۱۶)
- خیال‌پردازی زندۀ ویکس: خیال‌بافی (۲۰۱۷)
- برنامه‌ی زندۀ ویکس: خیال‌پردازی گم‌شده (۲۰۱۸)
- برنامه‌ی زندۀ ویکس: داستان اسباب‌بازی وی (۲۰۱۹)
- برنامه‌ی زندۀ ویکس: موازی (۲۰۱۹)

#### تورهای ژاپنی
- تور زندۀ ویکس در ژاپن: تکیه کردن (۲۰۱۶)[۱۱۲]

#### حضور به عنوان هنرمند همراه
- برنامۀ زندۀ جلی‌فیش (۲۰۱۲)[۱۱۳][۱۱۴]
- شوکیس پرندۀ زرد از جزیرۀ جلی‌فیش (۲۰۱۳)

## زیرگروه‌ها

### ویکس اِل آر
اولین زیرگروه اصلی ویکس با عنوان ویکس اِل‌آر (به انگلیسی: VIXX LR) زیرنظر کمپانی جلی‌فیش در اوت ۲۰۱۵ تشکیل شد. ویکس اِل آر متشکل از ووکالیست اصلی ویکس، لئو و رپر راوی است. این زیرگروه با اولین مینی آلبوم خود یعنی «دروغگوی زیبا» در ۱۷ اوت ۲۰۱۵ شروع به کار کرد و دومین مینی آلبوم آن‌ها با عنوان «نجوا» در ۲۸ اوت ۲۰۱۷ منتشر شد.

## دیگر فعالیت‌ها

### انسان‌دوستی
در سال ۲۰۱۲، ویکس عضوی از ارتش نجات برای کریسمس شد که در ۱۴ دسامبر فعالیت داشت.
در نوامبر ۲۰۱۳، ویکس سفیری برای «کمپ نابینایان» شد که به ویتنام سفر کردند و به افراد نابینا و کم بینا درمان رساندند. علاوه بر آن در سال ۲۰۱۴ هم ویکس به عنوان سفیرهایی از کرهٔ جنوبی رسماً به سائوپائولو در برزیل رفتند.
در سال ۲۰۱۵، ویکس به پسری به نام ده هوان کمک کرد تا بتواند به کنسرت آن‌ها یعنی یوتوپیا برود. در واقع ده هوان پسریست که از دیستروفی ماهیچه‌ای رنج می‌برد و مادر او توییتی به ویکس زد و این ماجرا را با آن‌ها در جریان گذاشت. بعد از آن مبلغ لازم برای سفر ده هوان آماده شد و تختی در کنسرت برای او قرار داده شد تا او بتواند در آرامش کنسرت را تماشا کند. حتی بعد از کنسرت هم او شخصاً با ویکس ملاقات داشت.

### اتفاقات ورزشی
در طی آماده‌شدن ملی برای المپیک‌های زمستانی ۲۰۱۸، در تاریخ ۱۲ سپتامبر ۲۰۱۷ اِن در اینستاگرام خود انتخاب‌شدنش را به‌عنوان مشعل‌دارالمپیک اعلام کرد  و در ادامه، لئو در ۸ اکتبر ۲۰۱۷ اعلام کرد که او نیز مشعل‌دار خواهد بود.  مشعل‌داری لئو در تاریخ ۱۳ ژانویه ۲۰۱۸ اتفاق افتاد  و اِن نیز در تاریخ ۱۵ ژانویه ۲۰۱۸ مشعل را به‌دست گرفت.